# جنگ استقلال اکوادور
جنگ استقلال اکوادور (Presidencia de Quito) (انگلیسی: The Ecuadorian War of Independence) پروسه‌ای از تلاشهای استقلال‌طلبانه با هدف شکستن روابط استعماری میان رئال اودینسا دکوئیتو یا اکوادور کنونی و امپراتوری اسپانیا در آمریکای جنوبی است. استقلال گوایاکیول در نهم اکتبر سال ۱۸۲۹ شروع جنگ‌های استقلال‌طلبانه اکوادور است. از جمله عوامل تأثیرگذار در شروع این جنگ‌ها اراده بومیان شبه جزایر دماغه سبز است که وضعیت اجتماعی اقتصادی بالایی را داشتند که بواسطه آن می‌توانستند قدرت سیاسی را بدست بیاورند.
جنگ استقلال اکوادور در سال‌های ۱۸۲۰ تا ۱۸۲۲ بین چندین ارتش آمریکای جنوبی و اسپانیا بر سر کنترل سرزمین‌های سلطنتی کیتو، و قلمرو اداری استعماری اسپانیا بود که بدنبال آن جمهوری اکوادر جدید ظهور کرد. این جنگ با شکست اسپانیا در جنگ پیچینچا در ۲۴ مه سال ۱۸۲۲ به پایان رسید و در نتیجه اکوادر به استقلال دست یافت. جنگ استقلال اکوادر بخشی از جنگ‌های استقلال میان اسپانیا و آمریکاست که در دو دهه اول قرن نوزدهم بوقوع پیوسته‌است.

## آغاز جنگ استقلال
گفته می‌شود در طول ۳۰۰ سال استعمار اسپانیا، مبارزات برای استقلال اکوادر ادامه داشته‌است. کیتو پایتخت اکوادور شهری با حدود ۱۰هزار شهروند بوده‌است. در ۱۰ اوت سال ۱۸۰۹، اولین فراخوان برای استقلال از اسپانیا در آمریکای لاتین داده شد. رهبران شورش کارلوس مونتوفار، اوژنیو اسپیجو و اسقف کوئرو کاسیدو، بودند. نور آمریکا نام مستعاری بود که به کیتو پایتخت اکوادور داده شد. در این شهر بود که اولین شورش علیه اشغال گران اسپانیایی انجام شد. این نام مستعار در تمامی کشورهای آمریکای لاتین انگیزه استقلال‌طلبی ایجاد می‌کرد و دیگر کشورهای تحت استعمار در آمریکای جنوبی از این نام انگیزه می‌گرفتند.
در ۹ اکتبر ۱۸۲۰، شهر بندری گوایا کیول پس از یک شورش بدون خونریزی اعلام استقلال کرد. رهبران این شورش ترکیبی از شهروندان ونزوئلا، اکوادر و افسران ارتش پرو بودند که برای نظام استعماری می‌جنگیدند. رهبران شورش در کنار تعدادی روشنفکر و میهن‌پرست یک شورای حکومتی تشکیل دادند. این شورا دارای نیروهای مسلحی بود که دو وظیفه داشت، یکی حفاظت از شهرها و دیگری گسترش جنبش استقلال‌طلبانه به بخش‌های دیگر کشور. در آن زمان سمت و سوی جنگ استقلال در آمریکای جنوبی به طرف اسپانیا برگشته بود. پیروزی سیمون بولیوار در نبرد بویاکا در هفتم اوت سال ۱۸۱۹ به استقلال کشورهای پاناما، اکوادر، کلمبیا و ونزوئلا که در آن زمان مستعمره اسپانیا بودند انجامید این در حالی است که در شمال آمریکای جنوبی خوزه د سن مارتین بعد از فرود در ساحل پرو در ۸ سپتامبر ۱۸۲۹ در حال آماده‌سازی نبرد دیگری برای سرنگونی حکومت دست نشانده پادشاهی اسپانیا در این کشور بود. خبر استقلال گوایا کیول بسرعت در سایر شهرها پیچید و با استقلال چند شهر شرایط برای آزاد سازی کویتو مهیا شد.
خبر حضور ارتش میهن پرستان به بیشتر شهرها و شهرستان‌های آمریکای جنوبی رفت و آن‌ها را نیز برای شروع جنبش استقلال طلبانه ترغیب کرد. در نیمه ماه نوامبر استعمارگران اسپانیا تنها در کویتو و مناطق اطراف آن تسلط داشتند. اینگونه به نظر می‌رسید که آزاد کردن کل اکوادر بسیار راحت‌تر از آن چیزی است که به نظر می‌رسید.

## مقابله با استقلال‌طلبی
برای مقابله با استقلال طلبی، ارتش ۵۰۰۰ نفری اسپانیا با فرماندهی سرهنگ فرانسیسکو گونزالس در جنوب با ارتش ۲۰۰۰ نفری میهن پرستان رو در رو شد. در ۲۲ نوامبر ۱۸۲۰ این دو نیرو در نبرد هواچی با هم درگیر شدند و ارتش میهن پرستان شکست سختی خورد.
نیروهای باقی‌مانده از ارتش میهن پرستان با ۳۰۰ نیروی دیگر شامل ۵۰ اسب سوار مجدداً تلاش کردند که با نیروهای استعمار گر بجنگند. از آنجا که ارتش استعمار گران به نظر نمی‌رسید که می‌خواهد در مناطق دشتی با ارتش میهن پرستان رو در رو شود، میهن پرستان چند تیم چریکی را به مناطق شمالی فرستادند. این نیروی چریکی در ۴ ژانویه ۱۸۲۱ در نبرد تانیزاگوئه سرکوب و قتل‌عام شد. سرهنگ دوم گابریل گارسیا گومز، افسر فرمانده نیروی چریکی، پس از نبرد، دستگیر و اعدام شد و سرش به کویتو فرستاده شد. در چنین شرایطی در میان شکست نظامی و سرکوبی ساکنان مناطق شمالی تلاش برای استقلال شهرهای اکوادر نیز پایان یافت.

## ورود سوکره به صحنه

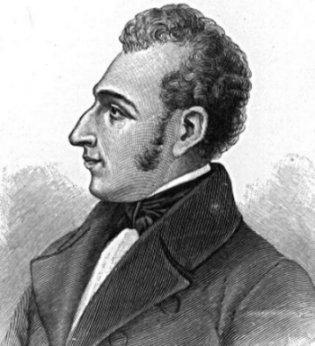
انتونیو خوزه دو سوکره

با این حال، همه چیز از دست نرفته بود: کمک در راه بود. در فوریه سال ۱۸۲۱، کمک خارجی که درخواست شده بود از طرف سیمون بولیوار فرستاده شد. بولیوار علاوه بر این پیام داد که از شمال نیز یک نیرو وارد خواهد کرد تا به موازات نیروهای اعزامی عمل کند.
در ژوئیه ۱۸۲۱ انتونیو خوزه دو سوکره تقریباً ارتش خود را در اطراف باباهویو مستقر کرده بود و آماده بود که به مناطق شمالی تهاجم کند. دومین نبرد میان میهن پرستان و ارتش استعمار در ۱۲ سپتامبر ۱۸۲۱ شروع شد. در این نبرد میهن پرستان ۸۰۰ مرد را از دست دادند. اغلب آن‌ها کشته شدند و ۵۰ تن از آن‌ها به اسارت نیروی مقابل درآمدند.
در ۱۹ نوامبر یک توافقنامه ۹۰ روزه آتش‌بس میان طرفین به امضا رسید.